# Tannay (Ardennes)
Tannay is een voormalige gemeente in het Franse departement Ardennes in de regio Grand Est en telt 151 inwoners (2005). De plaats maakt deel uit van het arrondissement Vouziers.

## Geschiedenis
Tannay maakte deel uit van het kanton Le Chesne tot dit op 22 maart 2015 werd opgeheven en de gemeenten werden opgenomen in het kanton Vouziers. Op 1 januari 2025 is Tannay gefuseerd met de gemeente Le Mont-Dieu tot de gemeente Tannay-le-Mont-Dieu.

## Geografie
De oppervlakte van Tannay bedraagt 13,5 km², de bevolkingsdichtheid is 11,2 inwoners per km².

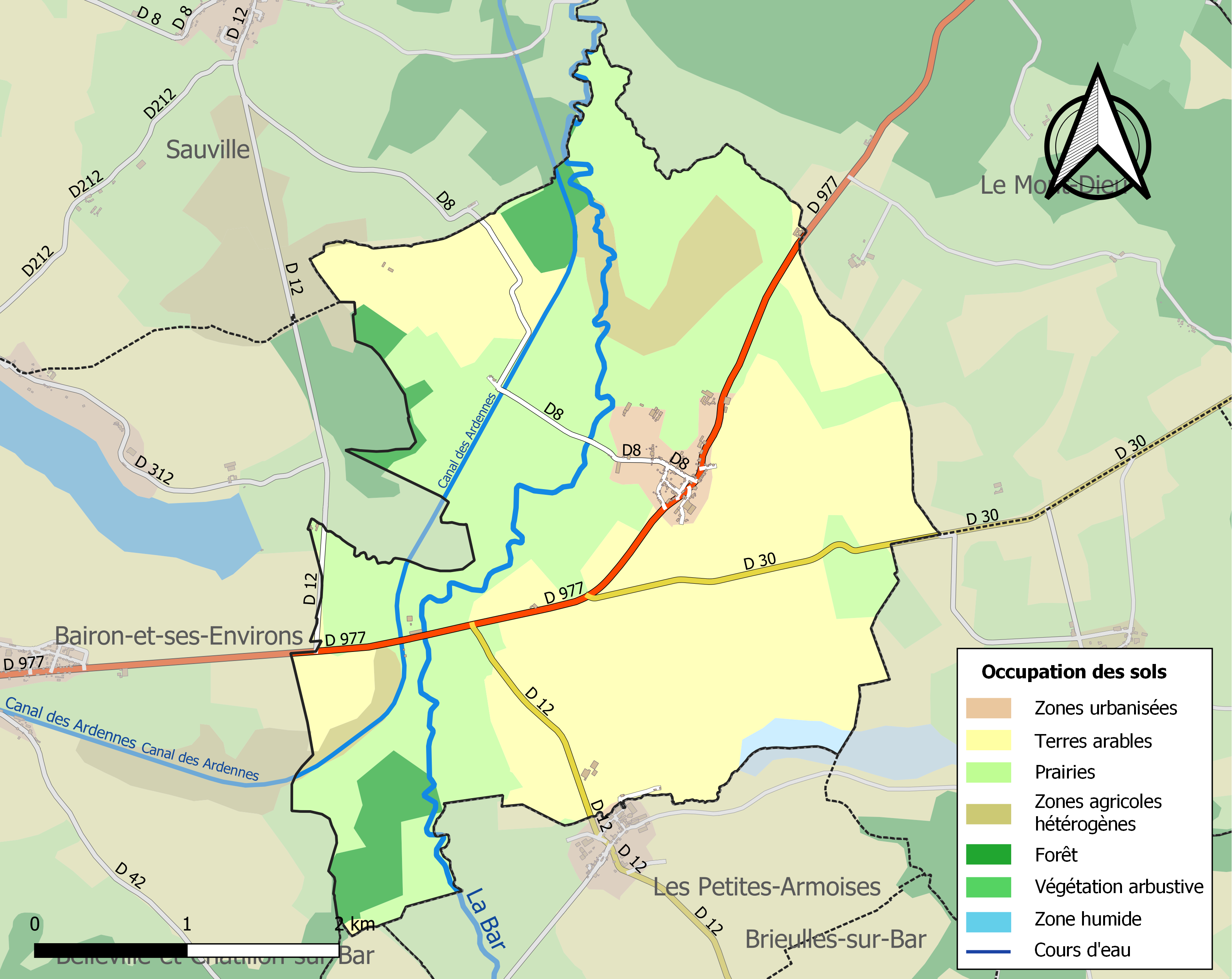
Kaart van de gemeente met de belangrijkste infrastructuur, bodemgebruik en omliggende gemeenten

## Demografie
Onderstaande figuur toont het verloop van het inwonertal (bron: INSEE-tellingen).
Vanwege een beveiligingsprobleem met de MediaWiki Graph-software is het momenteel niet mogelijk deze grafiek weer te geven. Zodra de software is bijgewerkt zal de grafiek vanzelf weer zichtbaar worden.

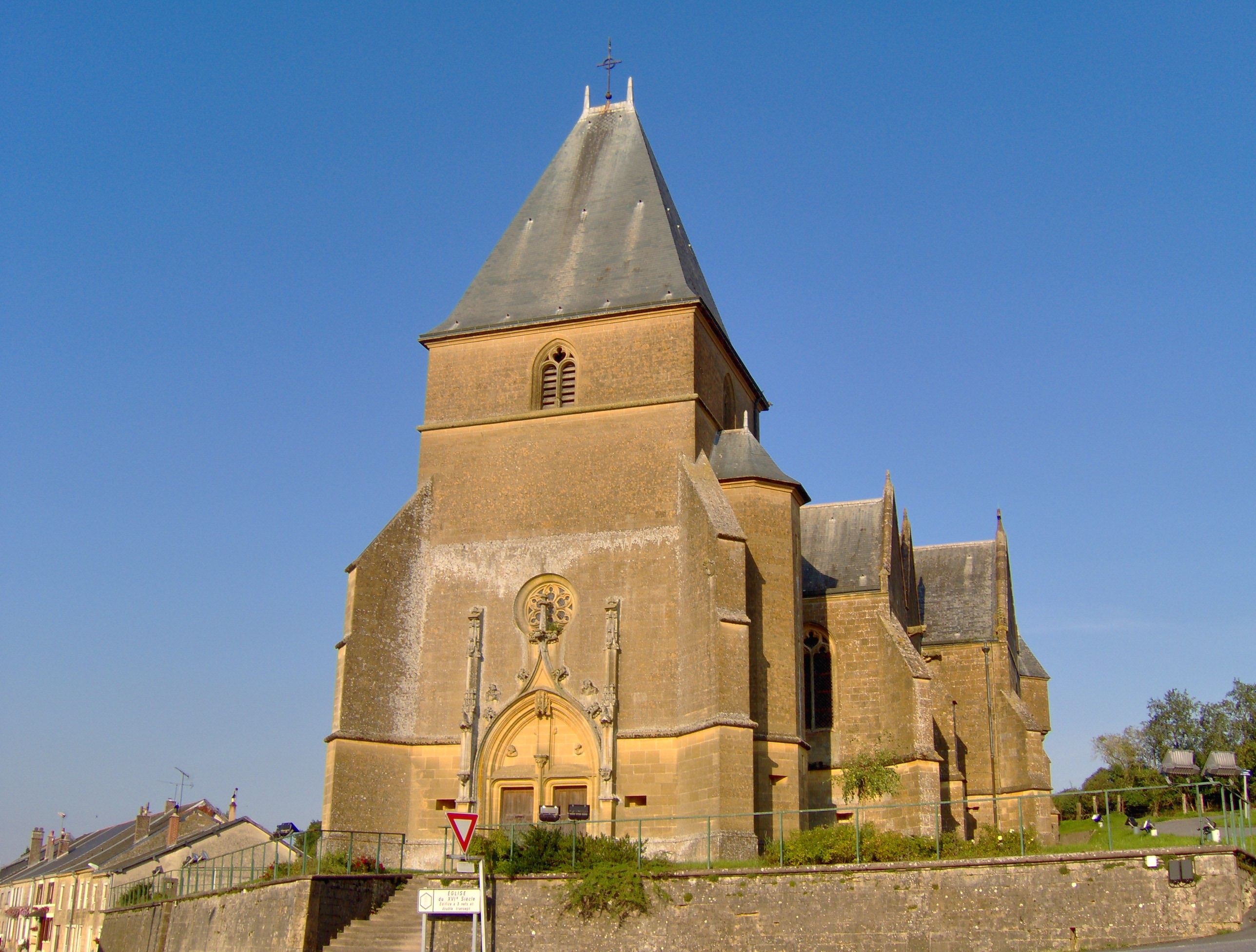
Kerk
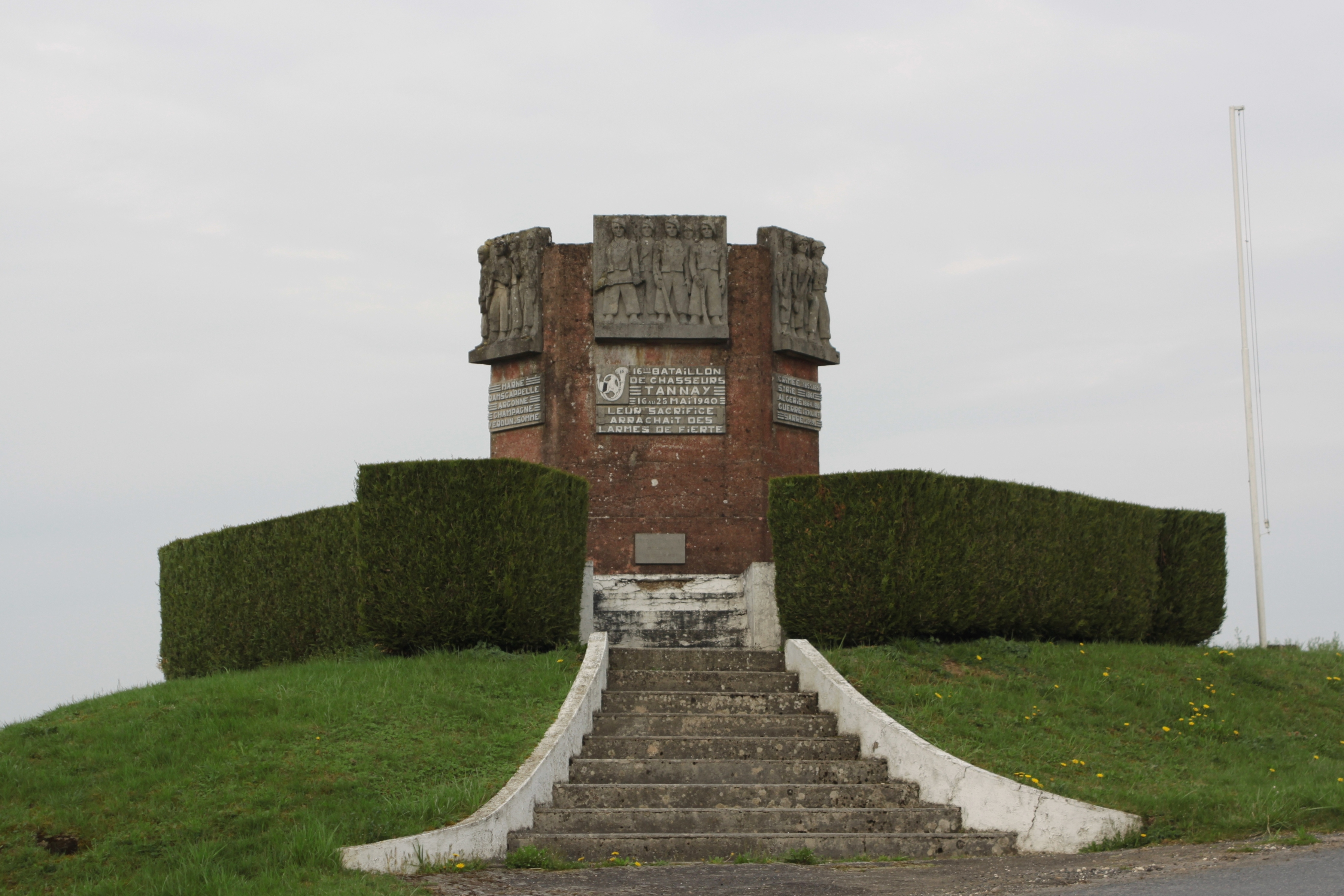
Monument Croix Desban